# Unica Group
Unica Group es una sociedad cooperativa andaluza de segundo grado formada por las cooperativas Cabasc, Natursur, Cohorsan, Cota 120, El Grupo, Ferva, Agrolevante, Camposol, Europeos, Granagenil, Virgen del Rocío, Sunaran, Copisi, Coopaman, Bonafrú, Surinver, Biofresh, Cooperativa del Campo Guadiaro y Cooperativa San Martín del Tesorillo (Tesoricoop). Se dedica a la comercialización de productos agrícolas de las provincias de Almería, Granada, Murcia, Córdoba, Huelva, Cádiz, Cuenca y Alicante. 

## Historia
Unica Group es una sociedad cooperativa andaluza de segundo grado que destaca por su innovación, tamaño y transparencia con el principal objetivo de mejorar la rentabilidad de los agricultores que la componen. Esta gran estructura comercializadora surge en 2009 como una iniciativa que persigue la concentración de la oferta en origen para aumentar la competitividad en sus exportaciones. Unica Group se posiciona como uno de los ejemplos más exitosos de concentración cooperativa y consigue situarse entre los principales exportadores que más hortalizas venden al exterior.
Se constituyó en 2009 con la agrupación de varias cooperativas de larga trayectoria  en Almería. 
En 2011 la cooperativa granadina El Grupo dedicada se une con una especialidades de tomate, además de pimiento, pepino holandés, calabacín, judía verde, melón y sandía.
La cooperativa murciana Cota 120 se incorporó en 2014 con la aportación de hoja al aire libre como lechuga, coliflor, apio, brócoli y alcachofa. 
En 2014 recibió la Medalla de Andalucía en la categoría Mejor Experiencia de Integración Cooperativa. 
En 2015 también se alcanzó un acuerdo de integración con las empresas Agrolevante (Huércal-Overa) y Parafruts (Aguadulce) en Unica Group. Entre los productos comercializados se incorporaron los cítricos, tomates, berenjenas y ecológicos del Valle del Almanzora.
En 2016 se incorporan las cooperativas Camposol, de El Ejido especializada en pimiento y Europeos, cooperativa gaditana especializada en la producción de espárragos.
Se convierte así en la primera empresa hortofrutícola de la provincia de Almería, se adapta a la Ley de Integración de Cooperativas y opta para ser declarada Entidad Asociativa Prioritaria a efectos de solicitar ayudas.
En septiembre de 2016 UNICA Group se asocia al Grupo AN y comercializará todas las frutas y hortalizas en el mercado de fresco. Por lo tanto, la nueva entidad operará en Andalucía, Aragón, Castilla-La Mancha, Castilla y León, La Rioja, Murcia, Navarra y País Vasco, facturando en conjunto más de mil millones de euros. Se constituye así la primera cooperativa de España. Unica Group incorpora a la producción almeriense los productos del Valle del Ebro y del Valle del Duero (coliflor, brócoli, col, manzana y pera).
En 2017, UNICA integró a la cooperativa gaditana Virgen del Rocío como nuevo socio, ampliando su oferta de productos con patata, zanahoria y boniato https://www.alimarket.es/alimentacion/noticia/253083/unica-group-integra-a-cooperativa-virgen-del-rocio-como-nuevo-socio
En los años siguientes se unieron al proyecto de UNICA, la manchega Coopaman (especializada en ajo), la cordobesa de cítricos, Sunaran, y la empresa ejidense Coopisi (Coop. San Isidro). En la actualidad, UNICA es la mayor exportadora hortícola de España, título que alberga desde hace una década, según la revista Alimarket.

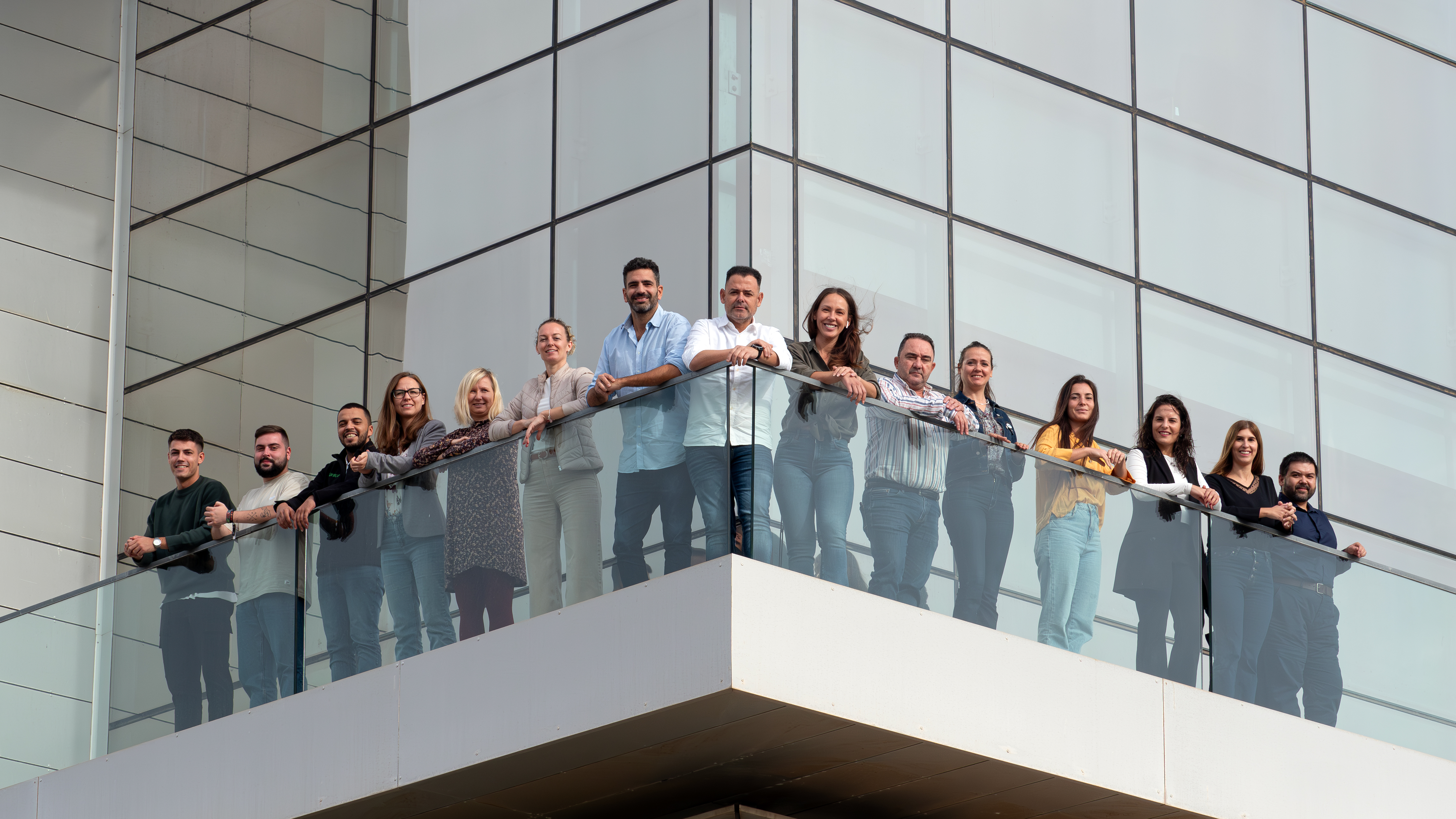
UNICA, primera hortofrutícola española con la certificación OEA en simplificaciones aduaneras

Desde la campaña 2022/2023 comercializa frutos rojos, gracias a la incorporación de la entidad Bonafrú (Cooperativa Hortofrutícola de Bonares), dedicada a la producción y comercialización de fresas, frambuesas y arándanos, con sede en la localidad de Bonares (Huelva). En septiembre de 2025 se produjo su entrada en el segmento de V Gama, a través de la incorporación de la alicantina Surinver. Como parte de su estrategia de expansión, en 2024/25 UNICA ha formalizado su entrada en el mercado del aguacate con la integración de Cooperativa del Campo Guadiaro y Cooperativa San Martín del Tesorillo (Tesoricoop), dos productoras independientes, pero que comparten ubicación en la Sierra de los Alcornocales (Cádiz).  
Unica Group cuenta con un amplio catálogo de productos que se distribuyen en: hortalizas, hoja, melón y sandía, frutas y snacks. Una oferta variada que comprende productos como pimiento, tomate, picantes, pepino, ajo, calabacín, berenjena, lechuga, brócoli, melón, sandía, pera, manzana, tropicales, ajo, berries, cítricos y aguacate.
Premios
- 2009 Premios al Éxito Empresarial en Andalucía: Premio a Empresa revelación del año.
- 2014 Medalla de Andalucía en la categoría Mejor Experiencia de Integración Cooperativa.
- 2015 Premio al Compromiso con la Integración, 18 de junio de 2015
- 2015 Premios al Éxito Empresarial en Almería: Premio a la Creación de Empleo
- 2015 XXVI Premios Arco Iris del Cooperativismo: Mejor Experiencia de Integración Cooperativa, 3 de marzo de 2015.
- 2016 X Premios Estrategia NAOS a Unica Group como referente en la implementación de la vida saludable en el ámbito laboral.
- 2017 Premio a la Cooperativa del Año, 1 de julio de 2017.
-2023 Premio ALAS a la trayectoria exportadora
-2024 Premio Mujer Agro 
-2024 Premio Alimentos de España